# فیروتزو
فیروتزو (به ایتالیایی: Fierozzo) یک کومونه در ایتالیا است که در ترنتینو واقع شده‌است.

## خصوصیات
فیروتزو ۱۷٫۹ کیلومترمربع مساحت و ۴۵۶ نفر جمعیت دارد.